# Ferrari 275
Ferrari 275 – samochód produkowany przez włoską firmę Ferrari, zaprezentowany podczas Paryskiego Salonu Samochodowego w 1964 roku. W całym okresie produkcji z taśm zeszło pięć wersji samochodu:
- GTB – wersja coupé (wyprodukowano ok. 730 egzemplarzy)
- GTB Speciale – do udziału w wyścigach klasy turystycznej (wyprodukowano 3 egzemplarze)
- GTB/C – zbudowane na potrzeby wyścigów (wyprodukowano 12 egzemplarzy)
- GTS – auto w wersji cabrio (wyprodukowano ok. 200 egzemplarzy)
- Ferrari 275 GTB/4 NART Spyder (wyprodukowano 10 egzemplarzy)

## Dane techniczne
| Wersja             | Silnik:                    | Układ zasilania:   | Średnica × skok tłoka: | St. sprężania:     | Moc maksymalna:                    | Maks. moment obrotowy      | 0-100 km/h:        | V-max:             |
| Silniki benzynowe: | Silniki benzynowe:         | Silniki benzynowe: | Silniki benzynowe:     | Silniki benzynowe: | Silniki benzynowe:                 | Silniki benzynowe:         | Silniki benzynowe: | Silniki benzynowe: |
| ------------------ | -------------------------- | ------------------ | ---------------------- | ------------------ | ---------------------------------- | -------------------------- | ------------------ | ------------------ |
| 275 GTB            | V12 3,3 l (3286 cm³), SOHC | trzy gaźniki       | 77,00 mm × 58,80 mm    | 9,2:1              | 284 KM (209 kW) przy 7500 obr./min | 255 N·m przy 5500 obr./min | 6,0 s              | 246 km/h           |
| 275 GTB/4          | V12 3,3 l (3286 cm³), SOHC | sześć gaźników     | 77,00 mm × 58,80 mm    | 9,5:1              | 304 KM (224 kW) przy 8000 obr./min | 294 N·m przy 5500 obr./min | 5,5 s              | 256 km/h           |
| 275 GTS            | V12 3,3 l (3286 cm³), SOHC | trzy gaźniki       | 77,00 mm × 58,80 mm    | 9,2:1              | 284 KM (209 kW) przy 7500 obr./min | 255 N·m przy 5500 obr./min | 7,2 s              | 241 km/h           |
| 275 GTS/4          | V12 3,3 l (3286 cm³), SOHC | sześć gaźników     | 77,00 mm × 58,80 mm    | 9,5:1              | 304 KM (224 kW) przy 8000 obr./min | 294 N·m przy 5500 obr./min | 6,7 s              | 249 km/h           |